# Labidoherpia
Labidoherpia is een geslacht van wormmollusken uit de  familie van de Pruvotinidae.

## Soort
- Labidoherpia spinosa (Thiele, 1913)